# Sopa de salmão

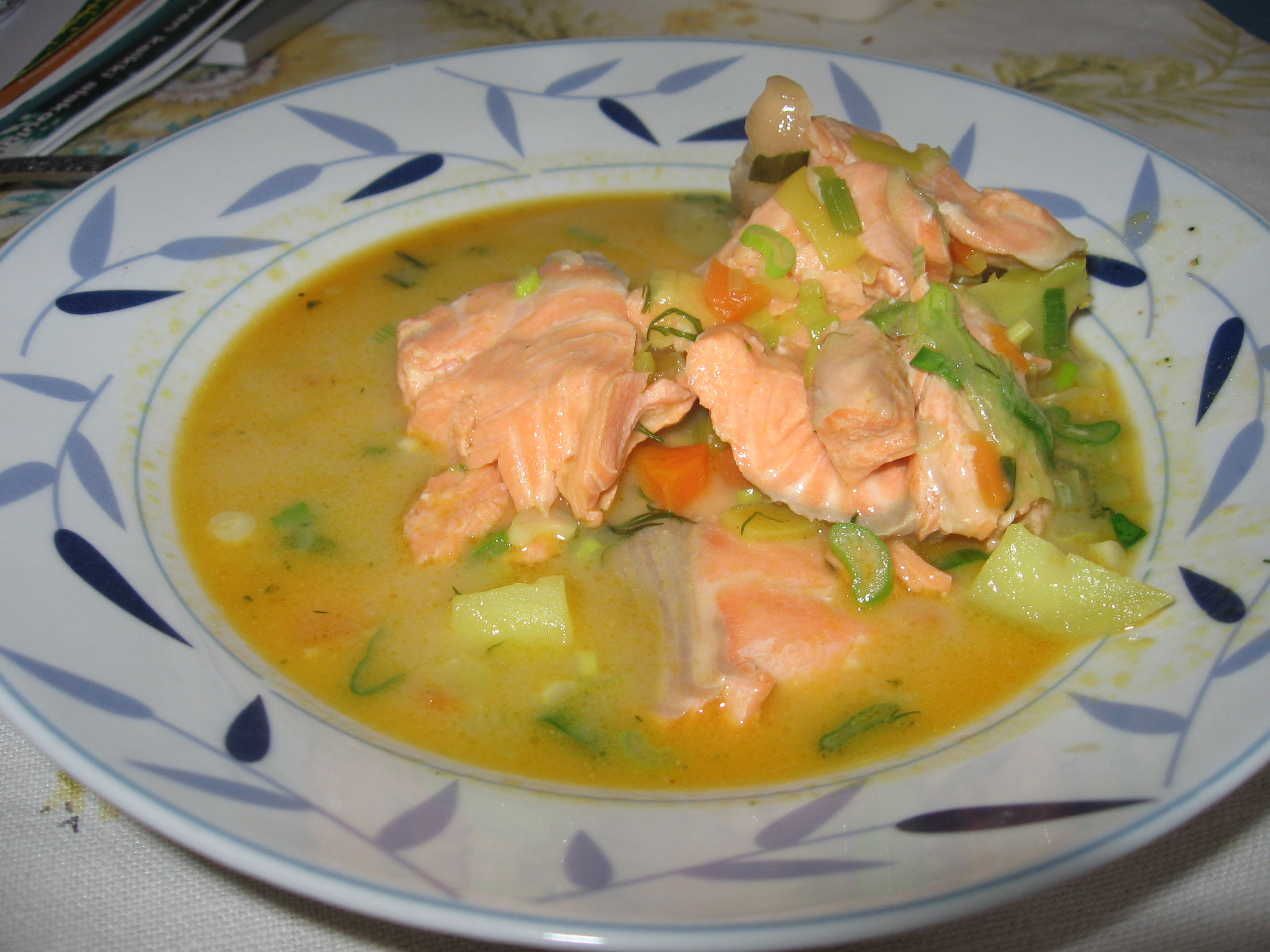
Sopa de salmão

Sopa de salmão ou lohikeitto, em finlandês, é uma sopa cremosa típica da culinária da Finlândia.
Tal como o nome sugere, o seu ingrediente principal é o salmão.
Para além do peixe, pode também incluir batata, cebola, água, leite, natas, sal, pimenta, endro, folhas de louro, cenoura, aipo e manteiga, entre outros ingredientes possíveis. É preparado um caldo com os legumes, ao qual, em fase adiantada da cozedura, são adicionados o salmão e os restantes ingredientes, exceto a manteiga e parte do endro picado, que são adicionados no fim.
É frequentemente acompanhada por pão de centeio finlandês.